# Toyota Owners 400
Das Toyota Owners 400 ist ein Rennen der NASCAR Cup Series, das auf dem Richmond International Raceway in Richmond, Virginia ausgetragen wird. Die Rennen wurden von 2007 bis 2011 nach Personen benannt, die einen von Crown Royal gesponserten Schreibwettbewerb während der Festivitäten zum Daytona 500 gewannen.
Das Rennen selbst wird als Nachtrennen im frühen Mai veranstaltet. Für einige Jahre wurde es als Tagrennen am Wochenende nach dem Daytona 500 im Februar gefahren. Konsistentes kaltes Wetter und sogar eine Verschiebung wegen Schnee im Jahre 1989 sorgten dafür, dass die Offiziellen das Rennen in den Mai verschoben. Als eine Flutlichtanlage im Jahre 1991 auf der Rennstrecke installiert wurde, blieb es zunächst noch ein Tagrennen, bevor es zu einem Nachtrennen umgewandelt wurde.

## Sieger
- 1953: Lee Petty
- 1955: Tim Flock
- 1956: Buck Baker
- 1957: Paul Goldsmith
- 1958: Speedy Thompson
- 1959: Tom Pistone
- 1960: Lee Petty
- 1961: Richard Petty
- 1962: Rex White
- 1963: Joe Weatherly
- 1964: David Pearson
- 1965: Junior Johnson
- 1966: David Pearson
- 1967: Richard Petty
- 1968: David Pearson
- 1969: David Pearson
- 1970: James Hylton
- 1971: Richard Petty
- 1972: Richard Petty
- 1973: Richard Petty
- 1974: Bobby Allison
- 1975: Richard Petty
- 1976: Dave Marcis
- 1977: Cale Yarborough
- 1978: Benny Parsons
- 1979: Cale Yarborough
- 1980: Darrell Waltrip
- 1981: Darrell Waltrip
- 1982: Dave Marcis
- 1983: Bobby Allison
- 1984: Ricky Rudd
- 1985: Dale Earnhardt
- 1986: Kyle Petty
- 1987: Dale Earnhardt
- 1988: Neil Bonnett
- 1989: Rusty Wallace
- 1990: Mark Martin
- 1991: Dale Earnhardt
- 1992: Bill Elliott
- 1993: Davey Allison
- 1994: Ernie Irvan
- 1995: Terry Labonte
- 1996: Jeff Gordon
- 1997: Rusty Wallace
- 1998: Terry Labonte
- 1999: Dale Jarrett
- 2000: Dale Earnhardt junior
- 2001: Tony Stewart
- 2002: Tony Stewart
- 2003: Joe Nemechek
- 2004: Dale Earnhardt junior
- 2005: Kasey Kahne
- 2006: Dale Earnhardt junior
- 2007: Jimmie Johnson
- 2008: Clint Bowyer
- 2009: Kyle Busch
- 2010: Kyle Busch
- 2011: Kyle Busch
- 2012: Kyle Busch
- 2013: Kevin Harvick
- 2014: Joey Logano
- 2015: Kurt Busch
- 2016: Carl Edwards
- 2017: Joey Logano (Wegen einer Hinterradaufhängung, die nicht dem Reglement entsprach, wurde dieser Sieg nicht bepunktet und zählte nicht für die Playoffs.)
- 2018: Kyle Busch
- 2019: Martin Truex junior
- 2020: Keine Austragung wegen COVID-19-Pandemie
- 2021: Alex Bowman
- 2022: Denny Hamlin
- 2023: Kyle Larson
- 2024: Denny Hamlin